# Помара (Ла Специја)
Помара је насеље у Италији у округу Ла Специја, региону Лигурија.
Према процени из 2011. у насељу је живело 3 становника. Насеље се налази на надморској висини од 32 м.